# Bradycellus humboldtianus
Bradycellus humboldtianus är en skalbaggsart som beskrevs av Thomas Casey. Bradycellus humboldtianus ingår i släktet Bradycellus och familjen jordlöpare. Inga underarter finns listade i Catalogue of Life.